# G9+1
G9+1（ジーナインプラスワン）は日本のアニメーション創作グループ。日本のベテランアニメーション作家がメンバーに名を連ねている。
1960年代より日本で活動を続けるアニメーション作家9人（G9）と中堅の進行役（+1）をメンバーとし、自主アニメーションの制作と上映活動を目的として2003年頃に結成された。「世界最高齢？のアニメーション創作グループ」をキャッチフレーズとする。

## メンバー
- 一色あづる
- 大井文雄
- 吉良敬三
- 島村達雄
- 鈴木伸一
- 西村緋祿司
- ひこねのりお
- 福島治
- 古川タク
- 和田敏克

## 作品
- TOKYOファンタジア （2005年）
- 十人十色のアニメーション （2007年）
- 穴-The Ten Hole Stories- （2009年）
- tokyo SOS （2011年）
- Tokyo 未完成 （2013年） - 音楽:島健[4]
- G9+1のナントカ天国 （2016年）

## 書籍
- 世界に発信!クリエーターのアニメ術 （2005年、キネマ旬報社、ISBN 978-4873762623 ）